# 李瓚 (弘治庚戌進士)
李瓚（1447年—1515年），字重器，號愚斋，山西太原府代州崞縣人，軍籍，明朝政治人物。

## 生平
世居崞县同川北社。成化七年（1471年）辛卯科山西鄉試第三十八名舉人。弘治三年（1490年）中式庚戌科會試第一百三十七名，三甲第一百一十八名進士。弘治四年秋，以母忧归，七年除服，谒选授南京户科给事中。十三年升四川布政司参议。十七年夏，父封君卒，以忧归。正德二年，复任贵州布政司参议。四年入贺，升陕西苑马寺卿。时权珰刘瑾方横，公遂上书乞休，予告归。卒于正德十年八月初六日。

## 家族
曾祖李懋；祖父李瑄；父李約，倉大使。母聶氏。具庆下。